# 유럽 고속도로 51호선
유럽 고속도로 51호선(European route E51)은 독일 베를린과 뉘른베르크를 잇는 유럽 고속도로 노선으로, 총 연장은 약 410 km이다.

## 경로
- 독일
  - 베를린 - 라이프치히 - 게라 - 히르쉬버그(영어판, 독일어판, 러시아어판) - 호프 - 바이로이트 - 뉘른베르크